# Фалькенмарк Малін
Малін Фредріка Софія Сундберг-Фалькенмарк (Malin Fredrika Sofia Sundberg-Falkenmark) (21.11.1925 р.) – шведська вчена-гідролог, професор прикладної та міжнародної гідрології, авторка індикатора водного стресу Фалькенмарк.   Відома багаторічними дослідженнями в галузі сталого використання водних ресурсів, у яких інтегрує природничі і соціальні науки. 

## Біографія
Малін Фалькенмарк народилася 21 листопада 1925 р. в Стокгольмі (Швеція). У 1951 р. закінчила магістратуру з математики, фізики, хімії та механіки в Упсальському університеті. У 1964 р. вона отримала PhD з  гідрології (за роботу «Несуча здатність льодовикового щита»). У 1975 р. - звання доктора наук (Honoris causa) в Університеті Лінчепінга. 
Професійна кар’єра:  державний гідролог у Шведському інституті метеорології та гідрології (1950-1960-і рр.); виконавчий секретар в раді з природничих наук Швеції,  голова національної ради Швеції з Міжнародного гідрологічного десятиліття  - програма ЮНЕСКО (1965-1995 рр.).
Як голова наукового програмного комітету в Стокгольмському міжнародному інституті водних ресурсів - SIWI (1991-2003 рр.), М. Фалькенмарк керувала організацією щорічного «Стокгольмського всесвітнього тижня води» (який спочатку називався «Стокгольмський водний симпозіум»). 
Займала численні пости в міжнародних радах і комітетах: консультант Світового банку з проблем дефіциту водних ресурсів (1988-1992 рр.); член комітету ООН з енергетики і природних ресурсів; член комітету Глобального водного партнерства; науковий радник Фонду глобального навколишнього природного середовища та Всебічної оцінки прісної води в світі та ін.
Після офіційного виходу на пенсію в 1991 р. вона продовжила наукову діяльність  (кафедра системної екології  Стокгольмського університету, Стокгольмський центр сталого розвитку, в останній час - науковий консультант Стокгольмського міжнародного  інституту водних ресурсів.

## Індикатор водного стресу Фалькенмарк
У 1989 р. Мілан Фалькенмарк представила індикатор водного стресу, який згодом став відомий як індикатор Фалькенмарк. Рівень дефіциту водних ресурсів в певній країні визначався на основі порогових значень. Якщо кількість відновлюваних водних ресурсів (річковий стік) в країні на 1 людину: 
- менше 1700 куб. м/рік - країна відчуває водний стрес;
- менше 1000 куб. м/рік – в країні  дефіцит води;
- менше 500 куб. м/рік - в країні  абсолютний дефіцит води.

## Парадигма блакитної та зеленої води
Поняття зеленої та блакитної води були вперше введені М. Фалькенмарк  в 1995 р. Зелена вода – грунтова вода, що утримується в ненасиченої зоні, утвореній опадами і є доступною для рослин. Блакитна вода – вода в річках, озерах, водно-болотних угіддях і водоносних горизонтах, яка може бути забрана для зрошення та інші види водокористування. Обидва ресурси важливі для виробництва продуктів харчування: богарне землеробство використовує тільки зелену воду, в той час як зрошуване землеробство використовує як зелену, так і блакитну воду.  

## Нагороди і визнання
- Премія Королівського технологічного інституту (1995)
- Премія за охорону довкілля VOLVO (1998)
- Міжнародна премія з гідрології (1998)
- Премія Рейчел Карсон (2005)
- Премія «Кришталева крапля» (2005)
- Премія принца Альбера II (Монако) в галузі водних ресурсів і опустелювання (2010)
- Премія «Блакитна планета» (2018)